# Douglas BTD Destroyer
Douglas BTD Destroyer byl americký palubní střemhlavý a torpédový bombardér vyvinutý v době druhé světové války pro Námořnictvo Spojených států amerických.

## Vývoj

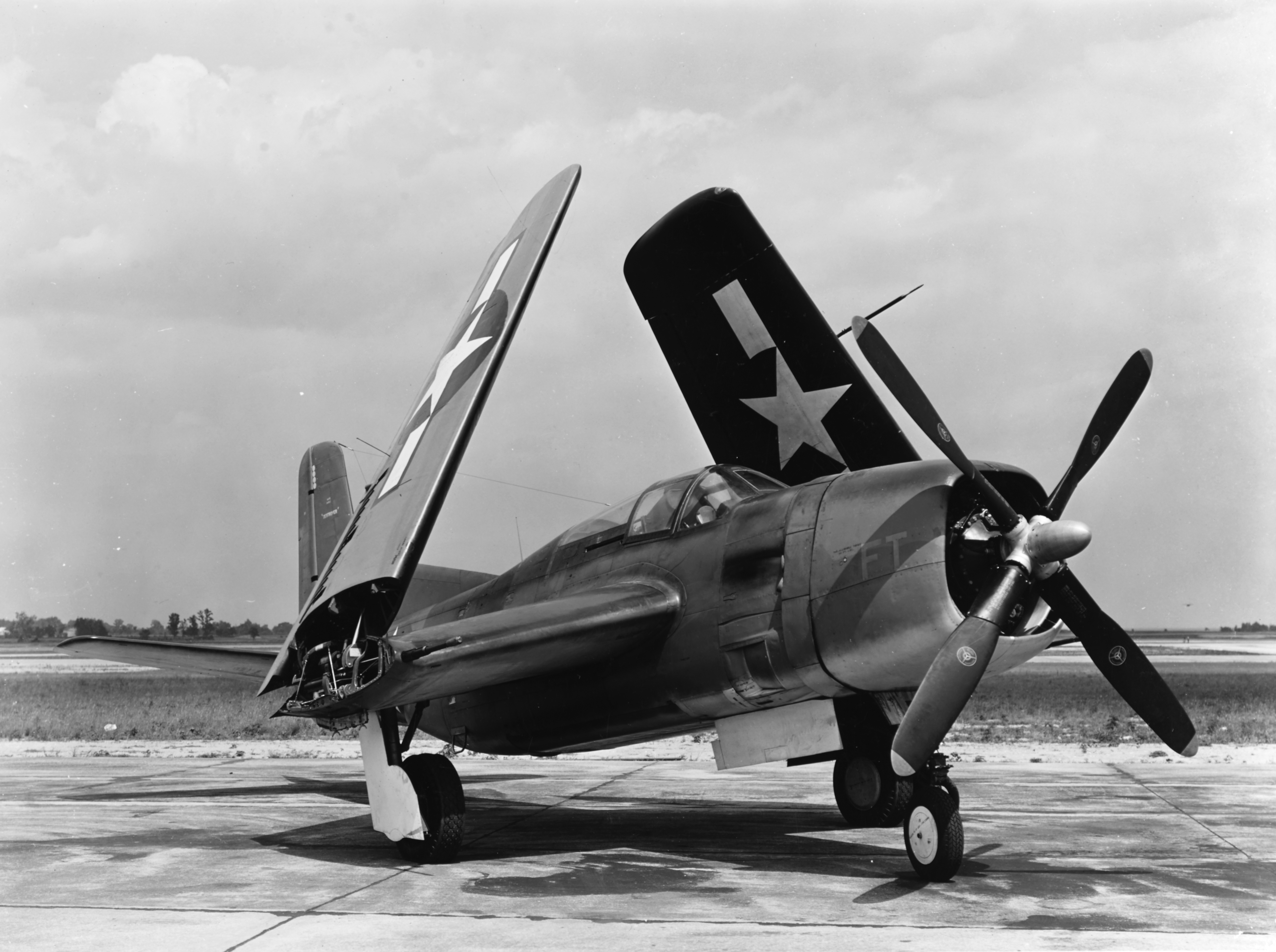
Douglas BTD-1 se složeným křídlem

Americké námořnictvo 20. června 1941 objednalo u společnosti Douglas dva prototypy nového dvoumístného střemhlavého bombardéru, který by nahradil jak Douglas SBD Dauntless, tak i nový Curtiss SB2C Helldiver, označeného XSB2D-1. Vzniklý letoun, navržený konstrukční skupinou pod vedením Eda Heinemanna, byl rozměný jednomotorový středoplošník s „racčím“ křídlem s laminárním profilem a příďovým podvozkem, neobvyklým pro tehdejší palubní letadla. V pumovnici a na podkřídelních závěsnících mohl nést až 1 900 kg (4 200 lb) munice, a obranná výzbroj se skládala ze dvou kanónů ráže 20 mm v křídle a dvou dálkově ovládaných věží s dvěma kulomety ráže 12,7 mm v každé.:s.366
Prototyp poprvé vzlétl 8. dubna 1943 a ukázal skvělé výkony, kdy byl o mnoho rychlejší a unesl dvojnásobný náklad proti Helldiveru, a brzy následovala objednávka na 358 kusů sériových SB2D-1. Námořnictvo ale brzy změnilo své požadavky a nově projevilo zájem o jednomístný palubní stroj slučující roli torpédového a střemhlavého bombardéru bez pohyblivé výzbroje, a společnost Douglas poté přepracovala SB2D odstraněním obranných věží a druhého člena posádky, které nahradila zlepšením pancéřové ochrany a zvýšenou zásobou paliva, čímž vznikl typ BTD Destroyer. Objednávka SB2D byla změněna na nový typ, a první stroj BTD vzlétl 5. března 1944.:s.367–368

## Operační historie
První sériové BTD-1 byly vyrobeny v červnu 1944. Do kapitulace Japonska v srpnu 1945 bylo dodáno jen 28 kusů, a další výroba byla zrušena, společně s dalšími typy, včetně těch od počátku navržených jako jednomístné, například Martin AM Mauler.:s.369 Bojově žádné nasazeny nebyly.
Heinemann a jeho tým u společnosti Douglas se v té době již plně věnovali vývoji jednomístného typu BT2D, z něhož se později stal Douglas A-1 Skyraider.

## Varianty
XSB2D

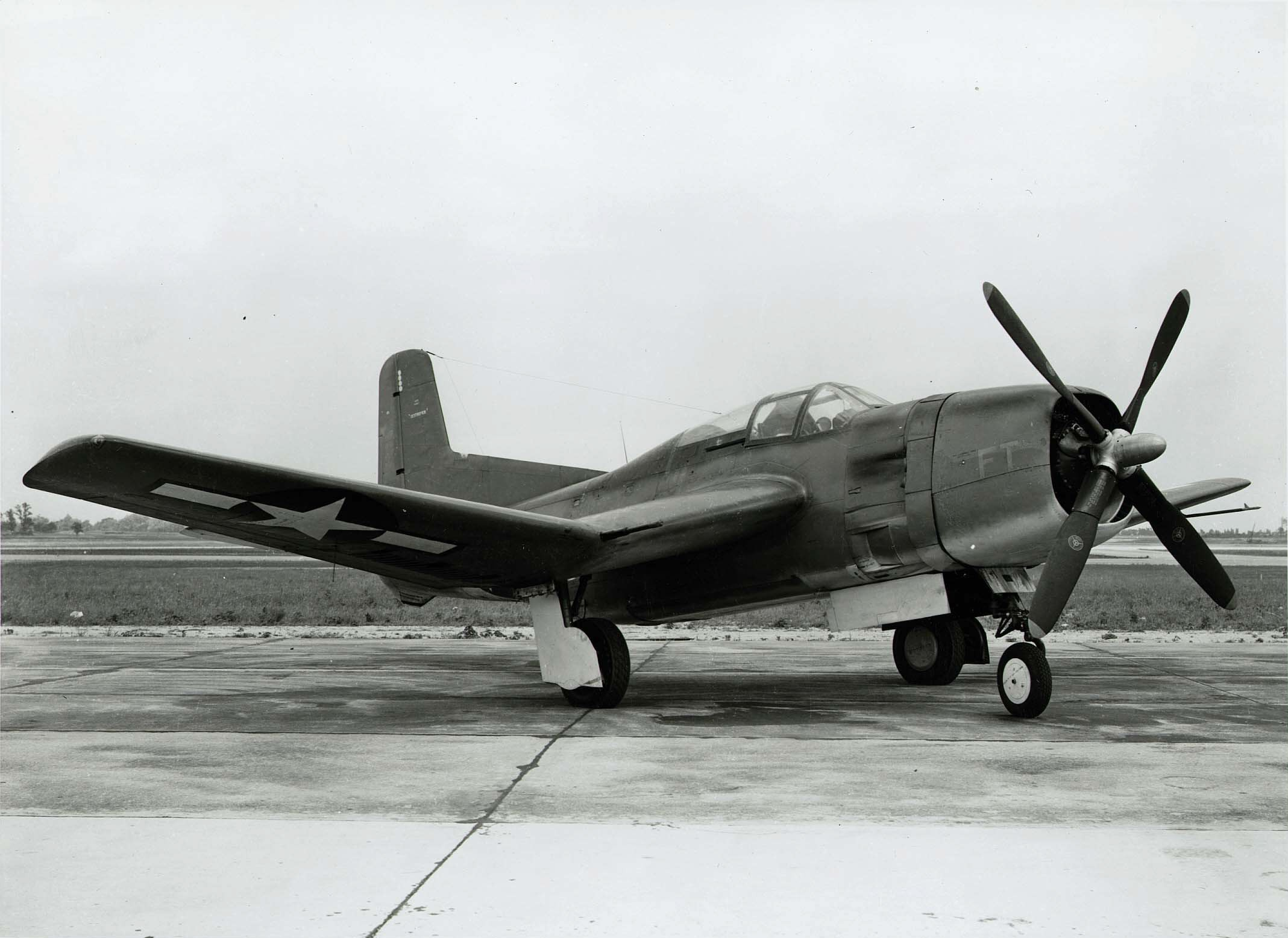
Jednomístný BTD-1.

Prototyp dvoumístné varianty. Vyrobeny dva kusy.
SB2D-1
Navržená sériová varianta XSB2D-1. Objednáno 358 exemplářů, ale zakázka změněna na BTD-1 dříve než došlo k výrobě.
BTD-1
Jednomístná verze. Vyrobeno 26 kusů.
XBTD-2
Prototypy se smíšeným pohonem. Dodatečných 6,7 kN tahu proudového motoru Westinghouse 19B ale nevedlo k podstatnému zvýšení výkonů. První let v květnu 1944. Postaveny dva kusy.

## Uživatelé
- Spojené státy americké
  - Námořnictvo Spojených států amerických

## Dochovaný exemplář
- BTD-1 Destroyer, Bureau Number 4959, podstupuje rekonstrukci pro vystavení v Wings of Eagles Discovery Center, Elmira-Corning Regional Airport v Elmiře (New York). Stroj se dlouho nacházel ve sbírkách Florence Air & Missile Museum, až do roku 1997 kdy bylo zavřeno. V září 2015 byl předán do Hixson Flight Museum v Rome, Georgie.[3]

## Specifikace (BTD-1)

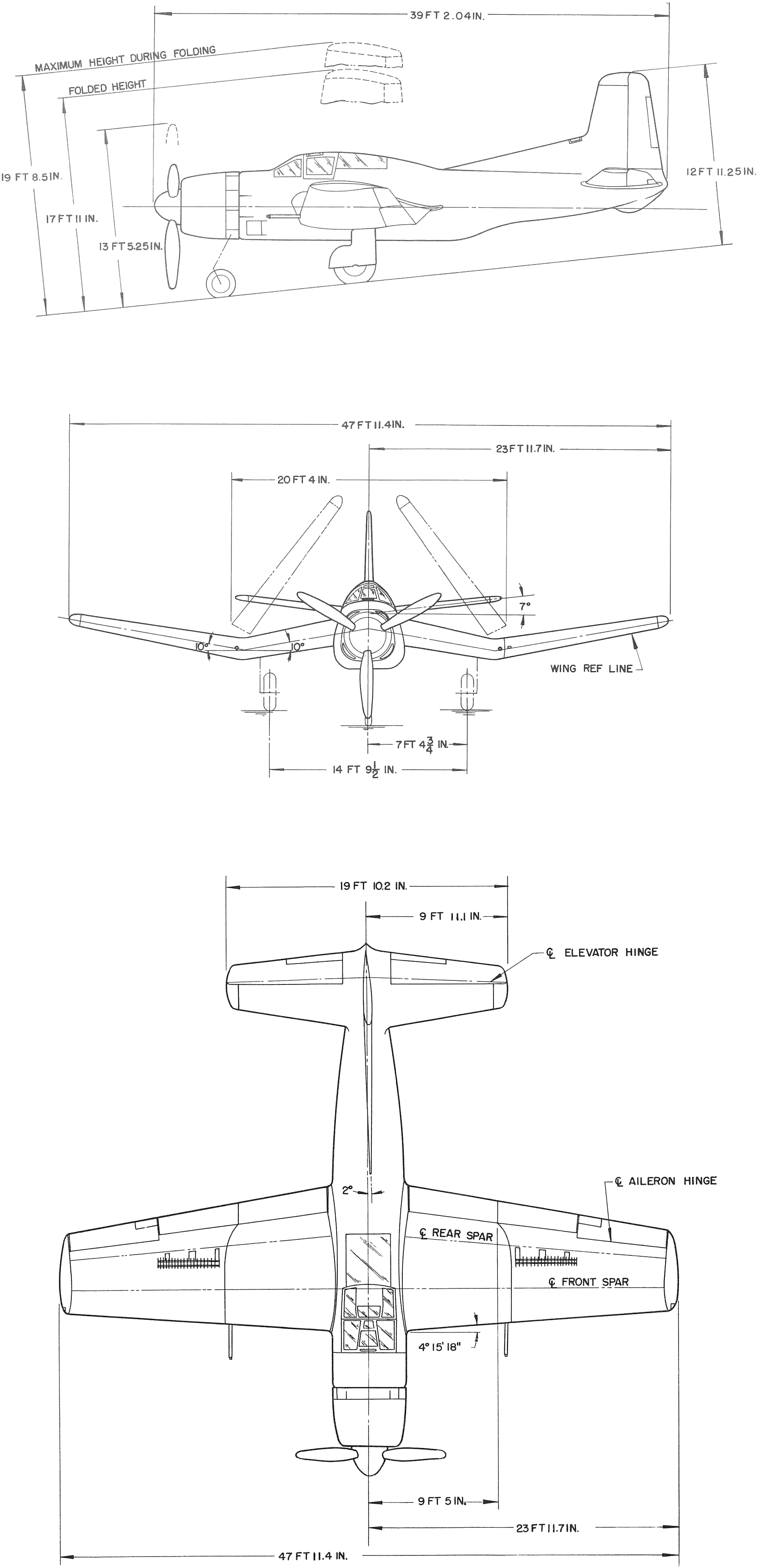
třípohledový nákres BTD Destroyer

Údaje podle stránek Dave's Warbirds

### Technické údaje
- Posádka: 1
- Délka: 11,76 m (38 stop a 7 palců)
- Rozpětí: 13,72 m (45 stop)
- Výška: 4,14 m (13 stop a 7 palců)
- Nosná plocha:
- Prázdná hmotnost: 5 244 kg (11 561 lb)
- Maximální vzletová hmotnost: 8 618 kg (19 000 lb)
- Pohonná jednotka: 1 × hvězdicový motor Wright R-3350-14 Cyclone 18
- Výkon pohonné jednotky: 1 715 kW (2 300 hp)

### Výkony
- Maximální rychlost: 538 km/h (290 uzlů, 334 mph) ve výšce 4 900 m (16 100 stop)
- Cestovní rychlost:
- Dolet:
- Dostup: 7 195 m (23 600 stop)

### Výzbroj
- 2 × 20mm kanón A/N M-2 se zásobou 200 nábojů na zbraň
- až 1450 kg pum v pumovnici nebo dvě torpéda o hmotnosti 883 kg (1947 lb)